# 木原正裕
木原 正裕（きはら まさひろ、1965年（昭和40年）8月21日 - ）は、日本の実業家。みずほフィナンシャルグループ代表執行役社長兼グループCEO。政治家の木原誠二は弟。

## 人物
東京都新宿区出身。桐蔭学園高等学校を経て、1989年（平成元年）3月に一橋大学法学部を卒業し、同年4月に日本興業銀行に入行。楽天グループの三木谷浩史会長は大学・銀行の1年先輩で独身寮でともに過ごした仲。三井住友銀行の福留朗裕頭取は大学のアイスホッケー部の先輩で1年間一緒にプレーをした。1995年（平成7年）6月、米国デューク大学ロースクールを修了。
2017年（平成29年）4月みずほ証券執行役員、2020年（令和2年）4月みずほフィナンシャルグループ・みずほ証券常務執行役員等を経て、2022年（令和4年）2月みずほフィナンシャルグループ代表執行役社長兼グループCEOに就任。

## 家族・親戚
実家（木原家・下坂家）
木原家は元々長崎県士族の家柄。
- 高祖父・頼三（諫早銀行元頭取）[7]
- 曽祖父・中三（旧姓：碇）[8]
- 曽祖父・下坂藤太郎（台湾銀行理事）
- 祖父・通雄（第一銀行元取締役）
- 父・雄一郎（日本国際通信元専務）[9]
- 弟・誠二（内閣官房副長官）

義実家（浜本家）
浜本家は元々、浜本商会という旧満州国屈指の畳商として名を馳せていた。
- 義曽祖父・忠吉（浜本商会代表、1878年（明治11年）11月5日生）[11]
浜本治平の息子として広島県御調郡菅野村に生まれる。1901年（明治34年）渡米し、カリフォルニア州において農業に従事。その後、日露戦争に従軍し、1905年（明治38年）大連市大山通に浜本商会を創業。かつて極東オリンピック大会の予選に出場する大連キリスト教青年会（YMCA）のバレーボールチームを引率し、費用全部を負担して上京した[10]。妻は広島県・杉本覚三の姉・シマ。趣味は将棋。宗教は金光教[11]。
- 義祖父・忠史（南満州鉄道副参事・斉斉哈爾（チチハル）鉄道局経理部長、1907年（明治40年）または1908年（明治41年）11月生）[11]
浜本忠吉の長男。1929年（昭和4年）神戸高等商業学校卒業[12]。経理部主計課計画係主任、第二予算係主任、資金計画係主任、奉天勤務を経て、1942年（昭和17年）12月南満州鉄道副参事・斉斉哈爾鉄道局経理部長に就任。妻は広島県・望月音五郎の長女・千鶴子[11][13]。
- 義父・光雄（第一勧業銀行元常務、センチュリー・リーシング・システム会長、1939年（昭和14年）1月1日生）[14][13]
浜本忠史の三男。1962年（昭和37年）東京大学経済学部経済学科卒業。同年第一銀行に入行し、1991年（平成3年）6月取締役に就任し、ロンドン支店長を委嘱。1993年（平成5年）5月常務に就任。同年12月国際担当を委嘱。1994年（平成6年）6月勧角証券副社長、1996年（平成8年）6月第一勧銀カード社長、1998年（平成10年）6月センチュリー・リーシング・システム副社長に就任。妻は宮田信夫（福岡高等裁判所長官）の長女・雅子[13]。趣味はゴルフ・釣り・囲碁[14]。宗教は神道[14]。
- 妻・直子（バークレイズ信託銀行勤務、1969年（昭和44年）3月13日生）[14]
浜本光雄の長女[13]。上智大学法学部・ロンドン大学キングスカレッジ卒[14]。